# Lake Julius
Lake Julius är en sjö i Australien. Den ligger i delstaten Queensland, omkring 1 600 kilometer nordväst om delstatshuvudstaden Brisbane. 
Omgivningarna runt Lake Julius är i huvudsak ett öppet busklandskap. Trakten runt Lake Julius är nära nog obefolkad, med mindre än två invånare per kvadratkilometer. Genomsnittlig årsnederbörd är 494 millimeter. Den regnigaste månaden är februari, med i genomsnitt 136 mm nederbörd, och den torraste är augusti, med 1 mm nederbörd.